# 皮尼昂
皮尼昂（法語：Pignan，法語發音：[piɲɑ̃]）是法国埃罗省的一个市镇，属于蒙彼利埃区。

## 地理
皮尼昂（43°35'3"N, 3°45'43"E）面积20.32 平方千米，位于法国奧克西塔尼大區埃罗省，该省份为法国南部沿海省份，南濒地中海，西南接奥德省，西北接塔恩省和阿韦龙省，东北与加尔省接壤。
与皮尼昂接壤的市镇（或旧市镇、城区）包括：库尔农泰拉勒、法布雷格、拉韦吕讷、米尔维耶勒-莱蒙彼利埃、圣乔治多尔克、圣保罗和瓦尔马勒、索桑。

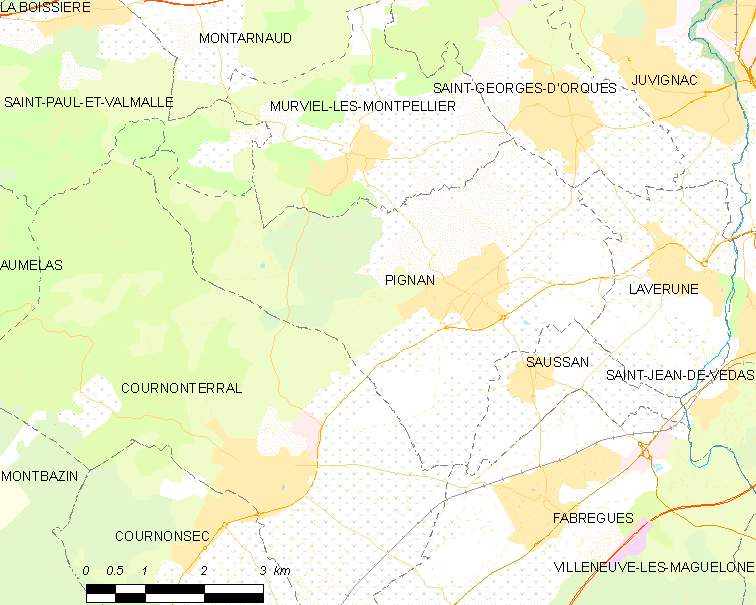
皮尼昂的OSM定位图

皮尼昂的时区为UTC+01:00、UTC+02:00（夏令时）。

## 行政
皮尼昂的邮政编码为34570，INSEE市镇编码为34202。

## 政治
皮尼昂所属的省级选区为皮尼昂县。

## 人口

1962-2008年间皮尼昂人口变化图示

皮尼昂于2022年1月1日时的人口数量为8326人。